# 静岡県道136号函南停車場反射炉線
静岡県道136号函南停車場反射炉線（しずおかけんどう136ごう かんなみていしゃじょうはんしゃろせん）は、静岡県田方郡函南町から同県伊豆の国市に至る一般県道である。

## 概要

### 路線データ
- 起点：函南停車場（静岡県田方郡函南町）
- 終点：静岡県伊豆の国市中（「韮山反射炉」前）
- 実延長：8,334m[1]

## 沿革
- 1963年（昭和38年）9月25日 - 認定[2]

## 通過する自治体
- 静岡県
  - 田方郡函南町
  - 伊豆の国市

## 接続する道路

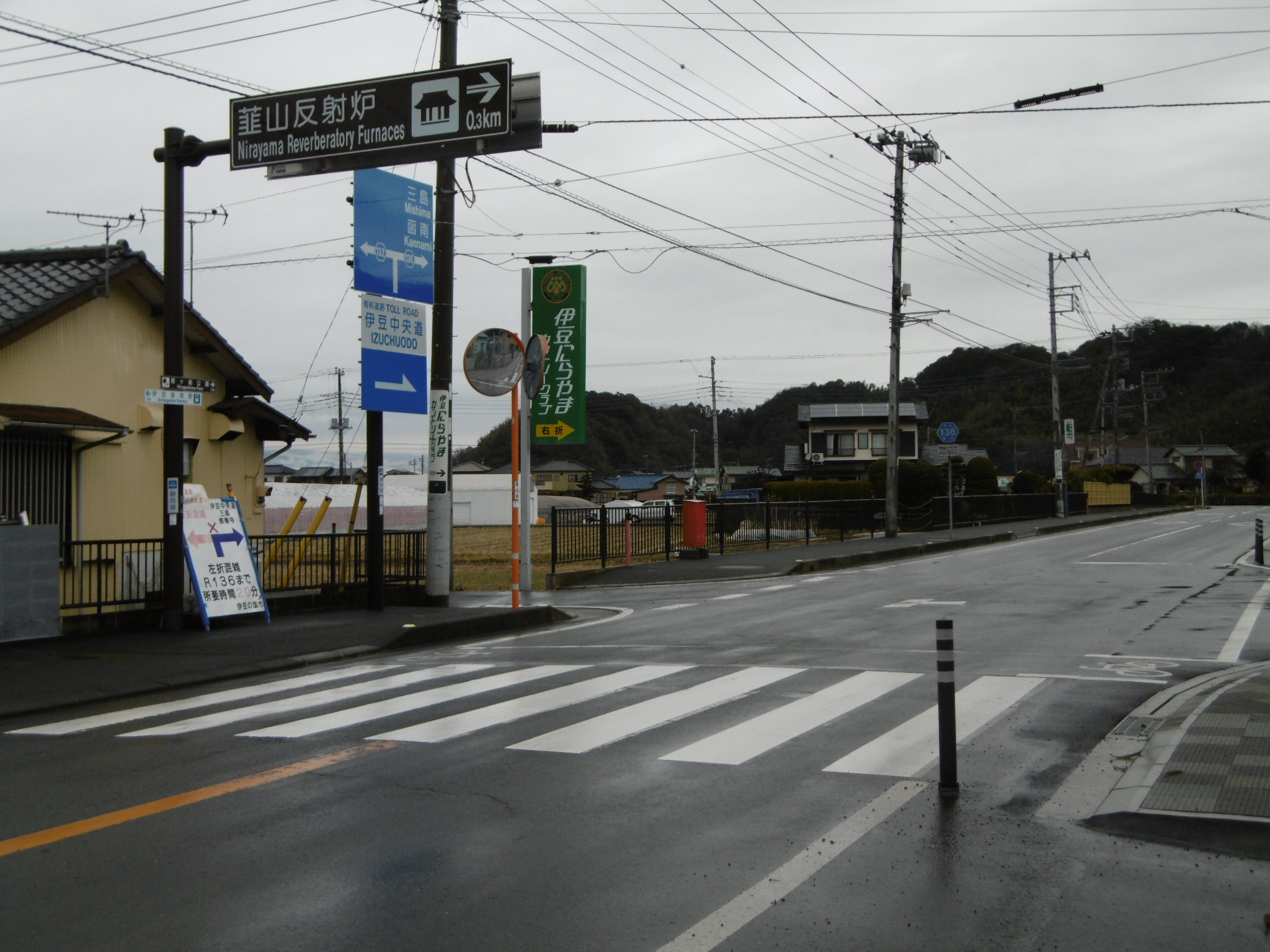
静岡県道132号(左手前方)と接続する静岡県道136号(右奥方)。(2016年1月)

- 函南町道（起点：函南町桑原、「函南駅」東）
- 静岡県道141号清水函南停車場線（「函南駅」東（起点） - 函南町大竹で重複）
- 静岡県道135号田原野函南停車場線（「函南駅」東（起点） - 函南駅入口交差点で重複）
- 静岡県道11号熱海函南線（熱函街道）（函南駅入口交差点 - 岐れ道交差点で重複）
- 静岡県道133号韮山韮山停車場線（伊豆の国市韮山土手和田）
- 静岡県道132号韮山反射炉線（伊豆の国市中 - 「韮山反射炉」前（終点）で重複）
- （終点：「韮山反射炉」前）

## 周辺
- JR東海道本線 函南駅
- 伊豆箱根鉄道駿豆線 韮山駅
- 函南町役場
- 伊豆の国市役所 韮山庁舎（韮山支所）
- 静岡県立韮山高等学校
- 函南町立東小学校
- 函南町立桑村小学校
- 伊豆の国市立韮山中学校
- 伊豆の国市立韮山小学校
- NTT東日本伊豆病院
- 函南駅前郵便局
- 臼井国際産業 韮山工場
- マックスバリュエクスプレス 韮山店